# Thomas Young (teologo)
Thomas Young (Perthshire, 1587 – 1655) è stato un teologo scozzese.

## Biografia
Nato a Perthshire, suo padre, William Young , era un vicario delle parrocchie locali di Redgorton e Luncarty. Dopo aver ricevuto un'educazione classica presso la Grammar School di Perth, intraprese gli studi presso l'Università di St. Andrews dove conseguì un Master of Arts nel luglio del 1606. Terminati gli studi alla St. Andrews si trasferì in Inghilterra, ed in particolare a Londra, dove, prima del 1612, divenne assistente per conto del teologo inglese Thomas Gataker. Nel 1620 Young partì per Amburgo, come predicatore al servizio dei mercanti inglesi e fece ritorno in Inghilterra nel 1628 per diventare vicario di Stowmarket. Con molta probabilità, tra il 1618 ed il 1622, Young fu precettore di John Milton fino all'età di undici anni, e istituì con lui un rapporto di amicizia epistolare.

Nel 1639 pubblicò la sua opera Dies Dominica in forma anonima, sull'osservanza del sabbath cristiano che venne probabilmente venne pubblicato all'estero, per non incorrere nelle censure e nelle persecuzioni da parte dell'arcivescovo anglicano William Laud. Nel 1640 il vescovo di Norwich Joseph Hall scrisse un'opera polemica dal titolo An Humble Remonstrance to the High Court of Parliament in favore del sistema episcopale della Chiesa ed in aspra polemica contro i Puritani inglesi. Lo scritto suscitò una vasta gamma di risposte tra le quali un libro scritto in collaborazione tra quattro eminenti rappresentanti del clero puritano, tra i quali lo stesso Young, sotto lo pseudonimo di Smectymnuus che venne pubblicato nel marzo 1641 con il titolo An Answer to a booke entituled, An Humble Remonstrance. In Which, the Original of Liturgy and Episcopacy is Discussed. Lo pseudonimo Smectymnuus era l'acronimo delle iniziali dei quattro autori puritani del libro, ovvero Stephen Marshall, Edmund Calamy, Thomas Young, Matthew Newcomen, e William Spurstow.
 Nella polemica subentrò anche il suo vecchio allievo, Milton, che fu autore del poscritto all'opera in risposta alla replica di Hall dal titolo A Defence of the Humble Remonstrance, against the Frivolous and false Expectations of Smectymnuus, e fu autore di due piccoli libelli in difesa degli scritti di Smectymnuus, dal titolo rispettivamente di Animadversions upon The Remonstrants Defence Against Smectymnvvs, pubblicato nel 1641 e Apology for Smectymnuus, pubblicato nel 1642.

Nel 1643 Thomas Young venne nominato come membro in rappresentanza del clero scozzese all'Assemblea di Westminster e nel quale, secondo le testimonianze di alcuni dei partecipanti, ebbe un ruolo molto attivo nelle varie discussioni. Nel frattempo Young venne chiamato a ricoprire il ruolo di vicario nella chiesa londinese di St James Duke's Place. Nel 1644 fu nominato Master del Jesus College di Oxford per diretta richiesta di Edward Montagu, II conte di Manchester, al posto del Vescovo di York Richard Sterne espulso dall'incarico a causa della sua lealtà alla corona inglese. Nel 1650, tuttavia, perse il suo incarico di Master per essersi rifiutato di firmare il cosiddetto Engagement, ovvero una sorta di adesione formale alle politiche ecclesiastiche del Parlamento dominato dai puritani. Continuò a ricoprire il suo ruolo di vicario nella chiesa di St. Peter e St. Mary della parrocchia di Stowmarket fino alla morte, dove venne seppellito; il suo ritratto è ancora appeso sulla parete sud della navata centrale della chiesa.

## Opere
- (LA) Dies Dominica (1639)
- (EN) Hope's Incouragement pointed at (1644)
- (LA) Smectymnuus Redivivus (1669)